# Chiddy Bang
Chiddy Bang war ein Hip-Hop-Duo aus Philadelphia, USA. Die Gruppe bestand aus Chidera „Chiddy“ Anamege und Xaphoon Jones (bürgerlich Noah Beresin). Seit ihrer Auflösung 2013 tritt Chidera Anamege als Solo-Künstler unter dem Namen Chiddy Bang auf.

## Karriere
Im Januar 2010 erhielten sie einen Plattenvertrag beim Label Parlophone, das zur EMI Group gehört. Die erste Single Opposite of Adults wurde am 21. Februar 2010 veröffentlicht und stieg in Großbritannien auf Platz 12 der UK Top 40 ein. Der Song ist eine Antwort auf Kids von MGMT, das darin gesampelt wird. Der Titel der Single (auf Deutsch: „Gegenteil von Erwachsenen“) spielt ebenfalls auf den MGMT-Song an. Durch die Verwendung im Computerspiel Need for Speed: Hot Pursuit erlangte der Titel größere Bekanntheit. Der Song Here We Go wurde in Die Sims 3 und in NBA 2K12 verwendet.
Anfang April 2010 veröffentlichten sie ihr Mini-Mixtape Air Swell.
Chiddy stellte im Dezember 2011 einen neuen Weltrekord für den bisher längsten Freestyle-Rap auf: Er rappte über neun Stunden ohne Unterbrechung.
Am 13. Mai 2013 gab Xaphoon Jones seinen Austritt aus Chiddy Bang bekannt, um sich seiner Studio-Arbeit widmen zu können. Seitdem tritt Chidera Anamege als Solokünstler unter dem Namen der Band auf.

## Diskografie

### Alben
| Jahr | Titel       | Höchstplatzierung, Gesamtwochen, AuszeichnungChartplatzierungen (Jahr, Titel, Platzierungen, Wochen, Auszeichnungen, Anmerkungen) | Höchstplatzierung, Gesamtwochen, AuszeichnungChartplatzierungen (Jahr, Titel, Platzierungen, Wochen, Auszeichnungen, Anmerkungen) | Höchstplatzierung, Gesamtwochen, AuszeichnungChartplatzierungen (Jahr, Titel, Platzierungen, Wochen, Auszeichnungen, Anmerkungen) | Höchstplatzierung, Gesamtwochen, AuszeichnungChartplatzierungen (Jahr, Titel, Platzierungen, Wochen, Auszeichnungen, Anmerkungen) | Höchstplatzierung, Gesamtwochen, AuszeichnungChartplatzierungen (Jahr, Titel, Platzierungen, Wochen, Auszeichnungen, Anmerkungen) | Anmerkungen                              |
| Jahr | Titel       | DE | AT | CH | UK | US | Anmerkungen                              |
| ---- | ----------- | --- | --- | --- | --- | --- | ---------------------------------------- |
| 2010 | The Preview | — | — | — | — | US76 (1 Wo.)US | Erstveröffentlichung: 1. Oktober 2010 EP |
| 2010 | Breakfast   | — | — | CH50 (3 Wo.)CH | UK51 (1 Wo.)UK | US8 (5 Wo.)US | Erstveröffentlichung: 21. Februar 2012   |

Mixtapes
- 2010: Air Swell (7 Titel)
- 2010: The Swelly Express (18 Titel, darunter auch die Songs Truth und The Opposite of Adults)
- 2011: Peanut Butter and Swelly (15 Titel)

### Singles
| Jahr | Titel Album                    | Höchstplatzierung, Gesamtwochen, AuszeichnungChartplatzierungen (Jahr, Titel, Album, Platzierungen, Wochen, Auszeichnungen, Anmerkungen) | Höchstplatzierung, Gesamtwochen, AuszeichnungChartplatzierungen (Jahr, Titel, Album, Platzierungen, Wochen, Auszeichnungen, Anmerkungen) | Höchstplatzierung, Gesamtwochen, AuszeichnungChartplatzierungen (Jahr, Titel, Album, Platzierungen, Wochen, Auszeichnungen, Anmerkungen) | Höchstplatzierung, Gesamtwochen, AuszeichnungChartplatzierungen (Jahr, Titel, Album, Platzierungen, Wochen, Auszeichnungen, Anmerkungen) | Höchstplatzierung, Gesamtwochen, AuszeichnungChartplatzierungen (Jahr, Titel, Album, Platzierungen, Wochen, Auszeichnungen, Anmerkungen) | Anmerkungen                             |
| Jahr | Titel Album                    | DE | AT | CH | UK | US | Anmerkungen                             |
| ---- | ------------------------------ | --- | --- | --- | --- | --- | --------------------------------------- |
| 2010 | Opposite of Adults The Preview | DE81 (7 Wo.)DE | AT60 (4 Wo.)AT | CH18 (17 Wo.)CH | UK12 Gold · (13 Wo.)UK | US90 Gold (Videosingle) · (1 Wo.)US | Erstveröffentlichung: 21. Februar 2010  |
| 2010 | Truth The Preview              | — | — | — | UK50 (1 Wo.)UK | — | Erstveröffentlichung: 17. Mai 2010      |
| 2011 | Ray Charles Breakfast          | DE88 (1 Wo.)DE | — | — | UK13 (6 Wo.)UK | — | Erstveröffentlichung: 14. November 2011 |

Weitere Singles
- 2010: The Good Life
- 2011: Mind Your Manners (feat. Icona Pop)

### Gastbeiträge
| Jahr | Titel Album                                              | Höchstplatzierung, Gesamtwochen, AuszeichnungChartplatzierungen (Jahr, Titel, Album, Platzierungen, Wochen, Auszeichnungen, Anmerkungen) | Höchstplatzierung, Gesamtwochen, AuszeichnungChartplatzierungen (Jahr, Titel, Album, Platzierungen, Wochen, Auszeichnungen, Anmerkungen) | Höchstplatzierung, Gesamtwochen, AuszeichnungChartplatzierungen (Jahr, Titel, Album, Platzierungen, Wochen, Auszeichnungen, Anmerkungen) | Höchstplatzierung, Gesamtwochen, AuszeichnungChartplatzierungen (Jahr, Titel, Album, Platzierungen, Wochen, Auszeichnungen, Anmerkungen) | Höchstplatzierung, Gesamtwochen, AuszeichnungChartplatzierungen (Jahr, Titel, Album, Platzierungen, Wochen, Auszeichnungen, Anmerkungen) | Anmerkungen                                                             |
| Jahr | Titel Album                                              | DE | AT | CH | UK | US | Anmerkungen                                                             |
| ---- | -------------------------------------------------------- | --- | --- | --- | --- | --- | ----------------------------------------------------------------------- |
| 2011 | High Finally Famous                                      | — | — | — | — | US98 Gold · (1 Wo.)US | Erstplatzierung: 16. Juli 2011 Big Sean feat. Wiz Khalifa & Chiddy Bang |
| 2012 | Heart Skips a Beat Right Place Right Time (U.S. Edition) | — | — | — | — | US96 (2 Wo.)US | Erstveröffentlichung: 22. Mai 2012 Olly Murs feat. Chiddy Bang          |

## Auszeichnungen für Musikverkäufe
| Goldene Schallplatte - Australien - 2013: für das Lied Happening - Neuseeland - 2010: für die Single Opposite of Adults - 2024: für das Album Breakfast | Platin-Schallplatte - Australien - 2010: für die Single Opposite of Adults 2× Platin-Schallplatte - Australien - 2013: für die Single Mind Your Manners |

Anmerkung: Auszeichnungen in Ländern aus den Charttabellen bzw. Chartboxen sind in ebendiesen zu finden.
| Land/RegionAuszeichnungen für Musikverkäufe (Land/Region, Auszeichnungen, Verkäufe, Quellen) | Gold     | Platin     | Verkäufe | Quellen                       |
| -------------------------------------------------------------------------------------------- | -------- | ---------- | -------- | ----------------------------- |
| Australien (ARIA)                                                                            | Gold1    | 3× Platin3 | 245.000  | aria.com.au                   |
| Neuseeland (RMNZ)                                                                            | 2× Gold2 | —          | 15.000   | aotearoamusiccharts.co.nz NZ2 |
| Vereinigte Staaten (RIAA)                                                                    | 2× Gold2 | —          | 525.000  | riaa.com                      |
| Vereinigtes Königreich (BPI)                                                                 | Gold1    | —          | 400.000  | bpi.co.uk                     |
| Insgesamt                                                                                    | 6× Gold6 | 3× Platin3 |          |                               |